# Alexandra Lacrabère
Alexandra Lacrabère (Pau (Pirenéus Atlânticos), 27 de abril de 1987) é uma handebolista profissional francesa, medalhista olímpica.

## Carreira
Alexandra Lacrabère fez parte do elenco medalha de prata na Rio 2016.